# Hirsholm
Bản mẫu:Mappositions
Hirsholm là 1 đảo nhỏ của Đan Mạch thuộc nhóm đảo nhỏ Hirsholmene, trong vùng biển Kattegat, cách phía đông bắc thành phố Frederikshavn (đông bắc bán đảo Jutland) khoảng 6 km.
Hirsholm là đảo duy nhất trong số 8 đảo nhỏ của nhóm đảo Hirsholmene có người cư ngụ. Diện tích đảo là 15 ha (0,15 km²) với 6 cư dân (năm 2006).
Trong thế kỷ 19, đảo có trên 100 cư dân nhưng nay chỉ còn có sáu người. Cùng với các đảo nhỏ khác trong nhóm đảo Hirsholmene và khu vực biển rộng 24 km², Hirsholm thuộc khu bảo tồn thiên nhiên và do Ban Quản lý Rừng và Thiên nhiên Đan Mạch quản lý. Khu bảo tồn thiên nhiên này là nơi cư ngụ của tập đoàn chim mòng biển mào lớn (Larus ridibundus) lớn nhất châu Âu.
Về giao thông, có tàu phà và tàu bưu điện từ thành phố Frederikshavn tới Hirsholm mỗi tuần 3 chuyến.